# جون كويجلي
جون كويجلي (بالإنجليزية: John Quigley)‏‏ (1 ديسمبر 1948 في برث - ) سياسي، ومحام بالقضاء العالي من أستراليا.